# Bloemenbuurt (Bussum)
De Bloemenbuurt is een buurt in de wijk Eng van de Nederlandse woonplaats Bussum, gemeente Gooise Meren. Ze is een van de tien buurten waarin deze grote uitbreidingswijk in het zuiden en oosten van Bussum is opgedeeld, en is daarbinnen tamelijk centraal gesitueerd. Ze is gelegen pal ten noorden van de Ceintuurbaan, die er de zuidgrens van vormt, en wordt aan de westzijde begrensd door de H.A.Lorentzweg, aan de noordzijde door de H.Kamerlingh Onnesweg, en aan de oostzijde door de Amersfoortsestraatweg. De Bloemenbuurt telt volgens het CBS 1385 inwoners (2023).

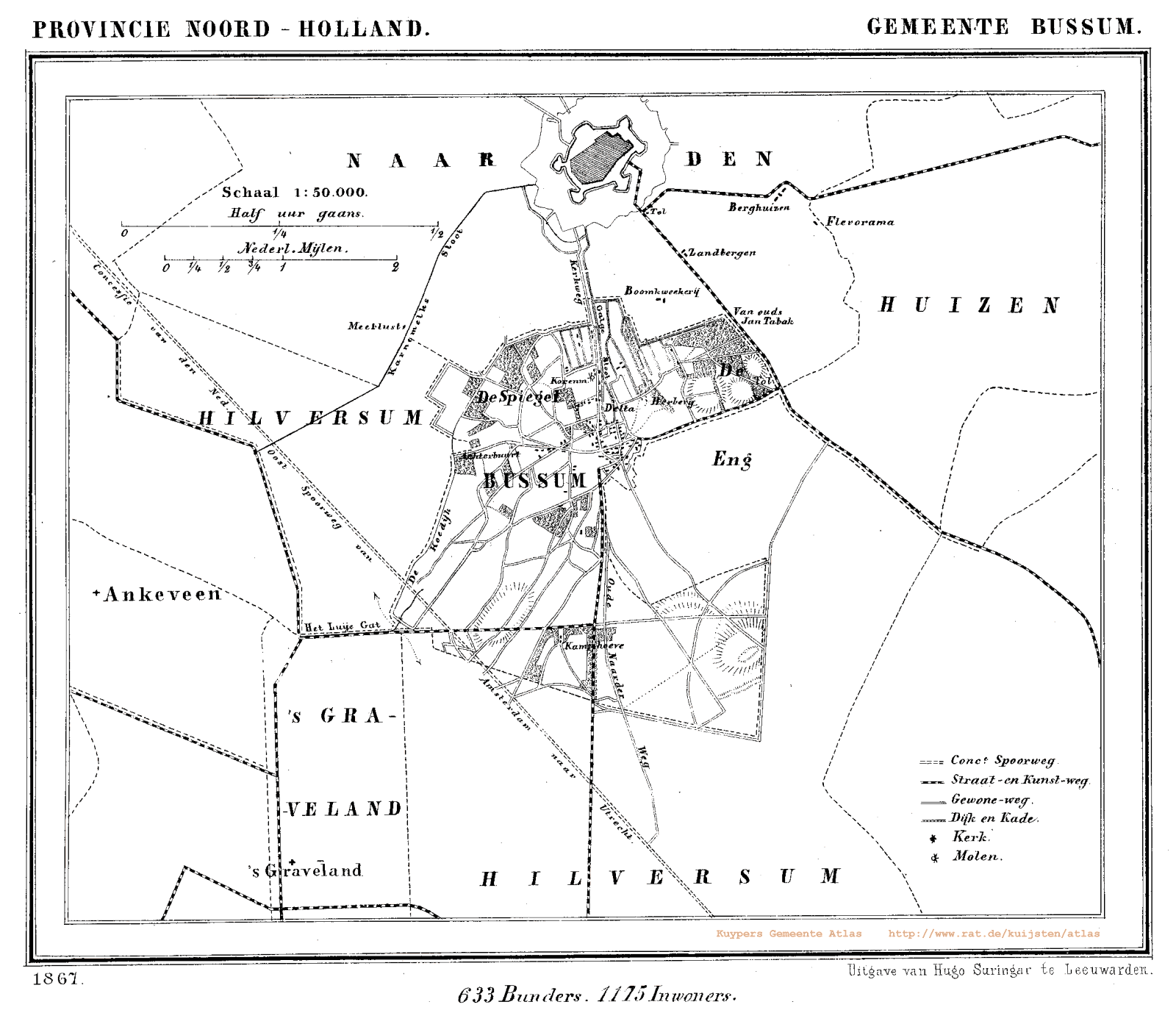
Bussum anno 1867.
Op de kaart vormt de huidige Huizerweg voor een groot deel de noordoostelijke grens van Hilversum. Op dit gedeelte van de Eng zijn de zuidoostelijke wijken van Bussum verrezen, met name de Bloemenbuurt, de Westereng en de Oostereng.

Hoewel de buurt onderdeel is van de Eng en grotendeels kort na de Tweede Wereldoorlog is gebouwd, ligt zij door de Ceintuurbaan gescheiden van de naoorlogse uitbreidingswijk Ooster Eng-Noord, en sluit zij direct aan op de vooroorlogse bouw ten oosten van de H.A.Lorentzweg en ten zuiden van Huizerweg, welke eerdere oostelijke uitbreiding van Bussum weleens 'Oud-Zuid' wordt genoemd. Mede vanwege de jaren 30-stijl van die huizen geldt ook de aangelegen Bloemenbuurt als rustige, karaktervolle woonbuurt.

Voorheen werd deze woonbuurt de Heilig-Hartwijk genoemd. Beeldbepalend was tussen 1932 en 1991 de R.K. parochiekerk Heilig Hart van Jezus (kortweg 'Heilig Hartkerk'), die hier gelegen was aan de H.Kamerlingh Onnesweg. Destijds was de kerk nog aan de rand van de hei gelegen, net buiten de bebouwde kom van Bussum. Het was een grote, driebeukige basilicale kerk met breed middenschip en terzijde staande toren (54 meter). Architect was Herman G. van Eijden te Bussum (1887 - 1957). Na precies 50 jaar ging de kerk in 1982 definitief dicht en werd in 1991 gesloopt.